# Delfi-C3
Delfi-C3 (auch OSCAR 64, DO-64) war ein niederländischer Technologieerprobungs- und Amateurfunksatellit.

## Aufbau
Delfi-C3 wurde von der Technischen Universität Delft entwickelt und gebaut. Er ist ein Nanosatellit und wurde nach der Cubesat-Architektur gebaut. Er besteht aus drei Cubesateinheiten (3U). Der Satellit diente der Ausbildung von Studenten, der Weltraumerprobung von Dünnschicht-Solarzellen und der Inbetriebnahme eines 40 kHz breiten Lineartransponders für Zweiwegverbindungen von Funkamateuren.

## Mission
Der Satellit wurde am 28. April 2008 mit einer indischen PSLV-Rakete (Flug Nr. C9) zusammen mit der Hauptnutzlast Cartosat-2A und den Satelliten CanX 2, CUTE-1.7 + APD II, AAU-Cubesat 2, COMPASS-1, SEEDS 2 und Rubin 8 vom Satish Dhawan Space Centre aus in einen Low Earth Orbit gestartet.
Nach dem Start wurde der Satellit auch als OSCAR 64 bekannt.
Die Missionsdauer war auf etwa 1 Jahr angesetzt, die ersten 3 Monate dienten der wissenschaftlichen Mission, danach wurde der Lineartransponder freigegeben.
Nach 15 Jahren im Orbit verglühte Delfi-C3 am 14. November 2023.